# Günter Lumer
Günter Lumer   (Frankfurt del Main, 29 de maig de 1929 - juny 2005) va ser un matemàtic jueu alemany.

## Vida i Obra
Nascut el 1929 a Frankfurt de pares jueus, la família va deixar Alemanya el 1933, quan el nazisme va arribar al poder, i es va instal·lar a França. El 1941, en ser ocupada França pels alemanys, va tonar a emigrar, aquest cop a l'Uruguai. Lumer va estudiar enginyeria elèctrica a la universitat de Montevideo, però el contacte amb Paul Halmos, qui va ser professor visitant a la universitat, el va convèncer de continuar els estudis en matemàtiques. Després de graduar-se el 1957, va anar a la universitat de Chicago amb una beca Guggenheim i el 1959 va obtenir el doctorat en matemàtiques amb una tesi dirigida per Irving Kaplansky.
Després de ser professor durant un curs a UCLA i a Stanford, el 1961 va ser nomenat professor de la universitat de Washington a Seattle. El 1973 va tornar a Europa per a ser professor a la universitat de Mons (Bèlgica). A partir de 1999 també va pertànyer al staff de l'Institut Internacional Solvay de Física i Química. Va mantenir tots dos càrrecs fins a la seva mort el 2005.
Lumer va publicar més d'un centenar d'articles científics i cinc llibres, tots ells sobre equacions diferencials i equacions d'evolució, aquelles equacions que descriuen els estats successius d'un sistema. Les aplicacions dels seus estudis han estat molt amplies a tots els camps de les ciències, tan humanes com naturals.